# Gevlekte zomervlinder
De gevlekte zomervlinder (Comibaena bajularia) is een nachtvlinder uit de familie van de spanners, de Geometridae.

## Kenmerken
De voorvleugellengte bedraagt tussen de 14 en 17 millimeter. De vleugels hebben een groene basiskleur, net aan de binnenhoeken van de vleugels vlekken van beige en bruin die de suggestie van een gedeeltelijk verdord blad geven, een goede camouflage. De franje is geblokt.

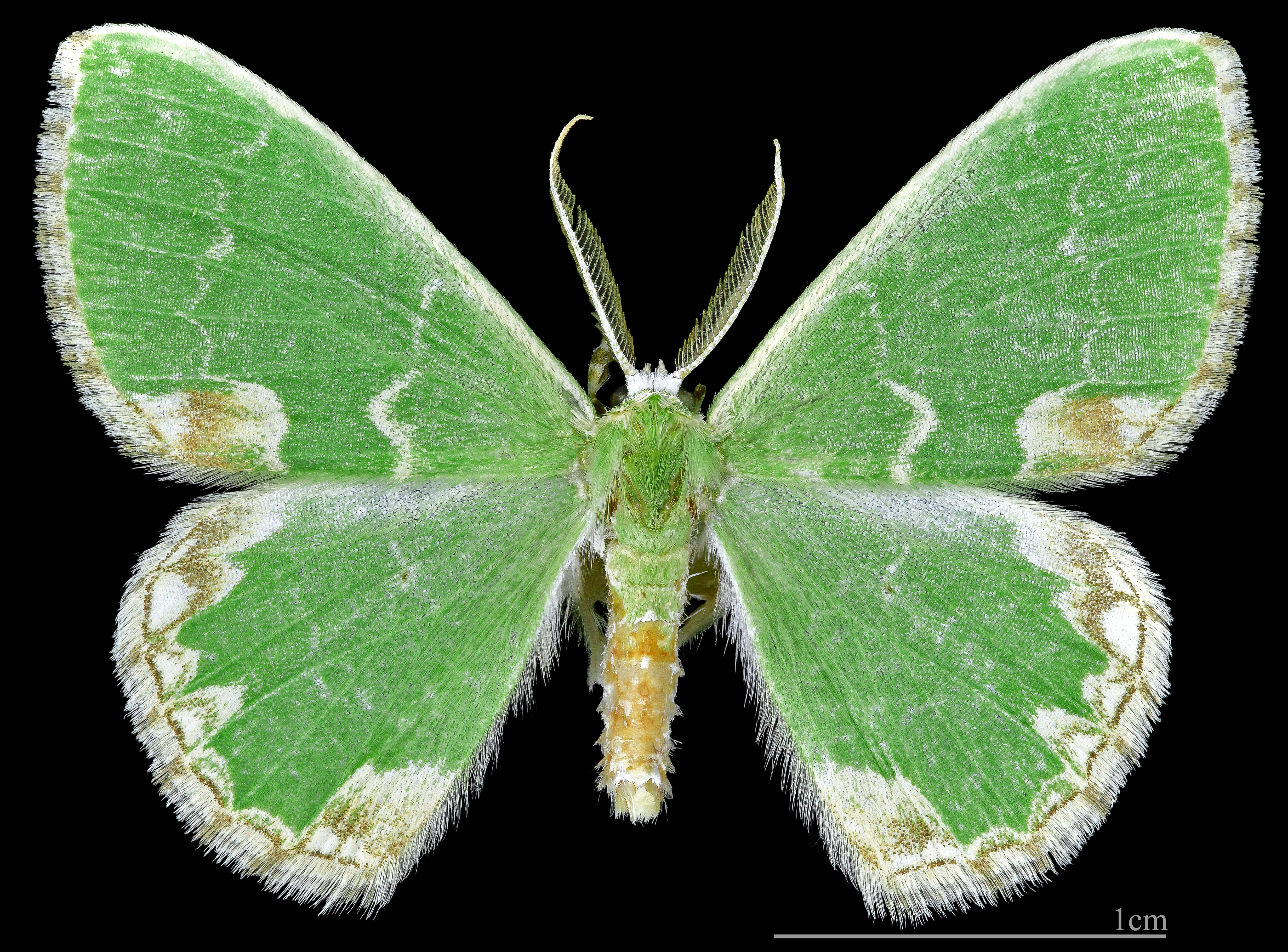
♂
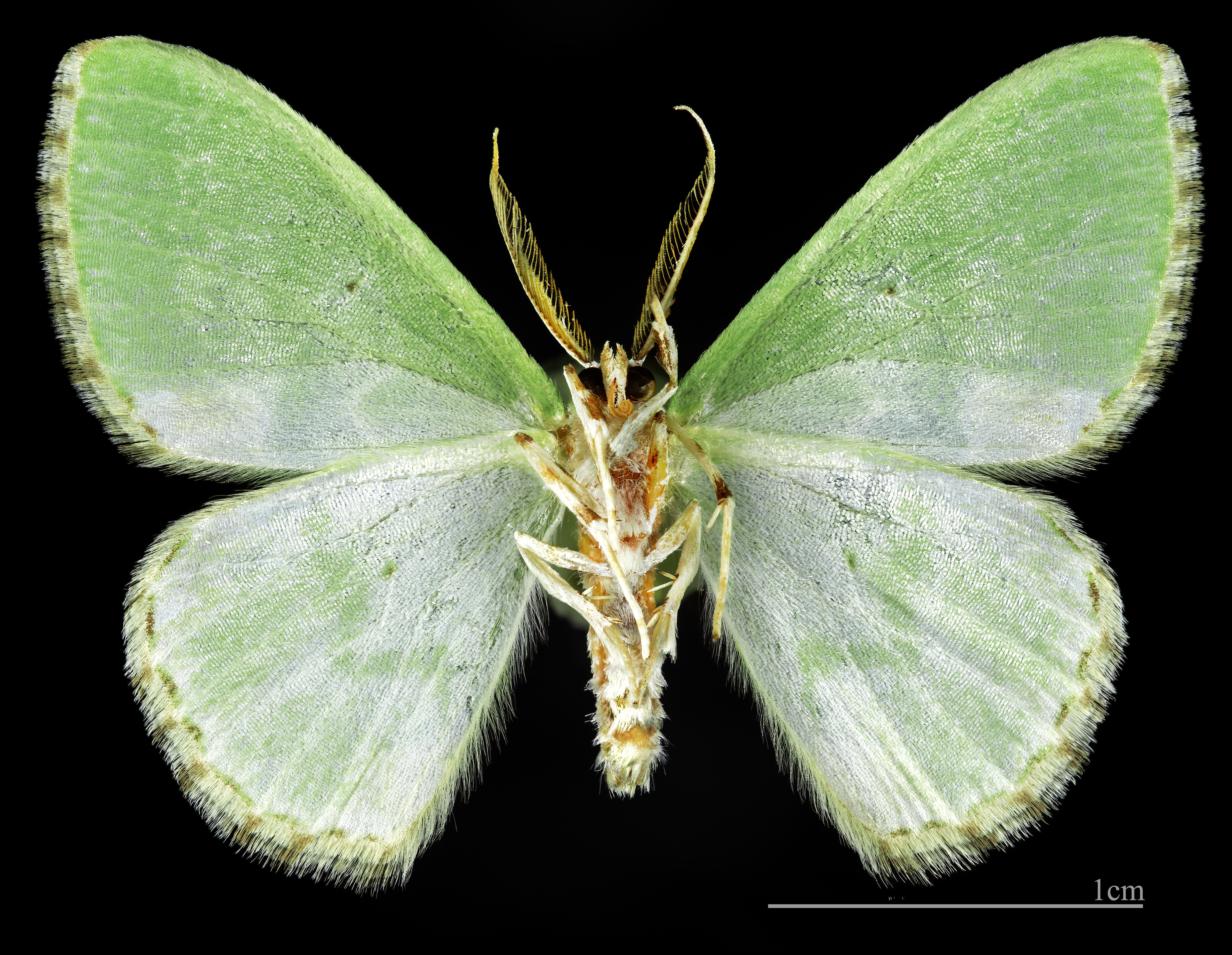
♂ △
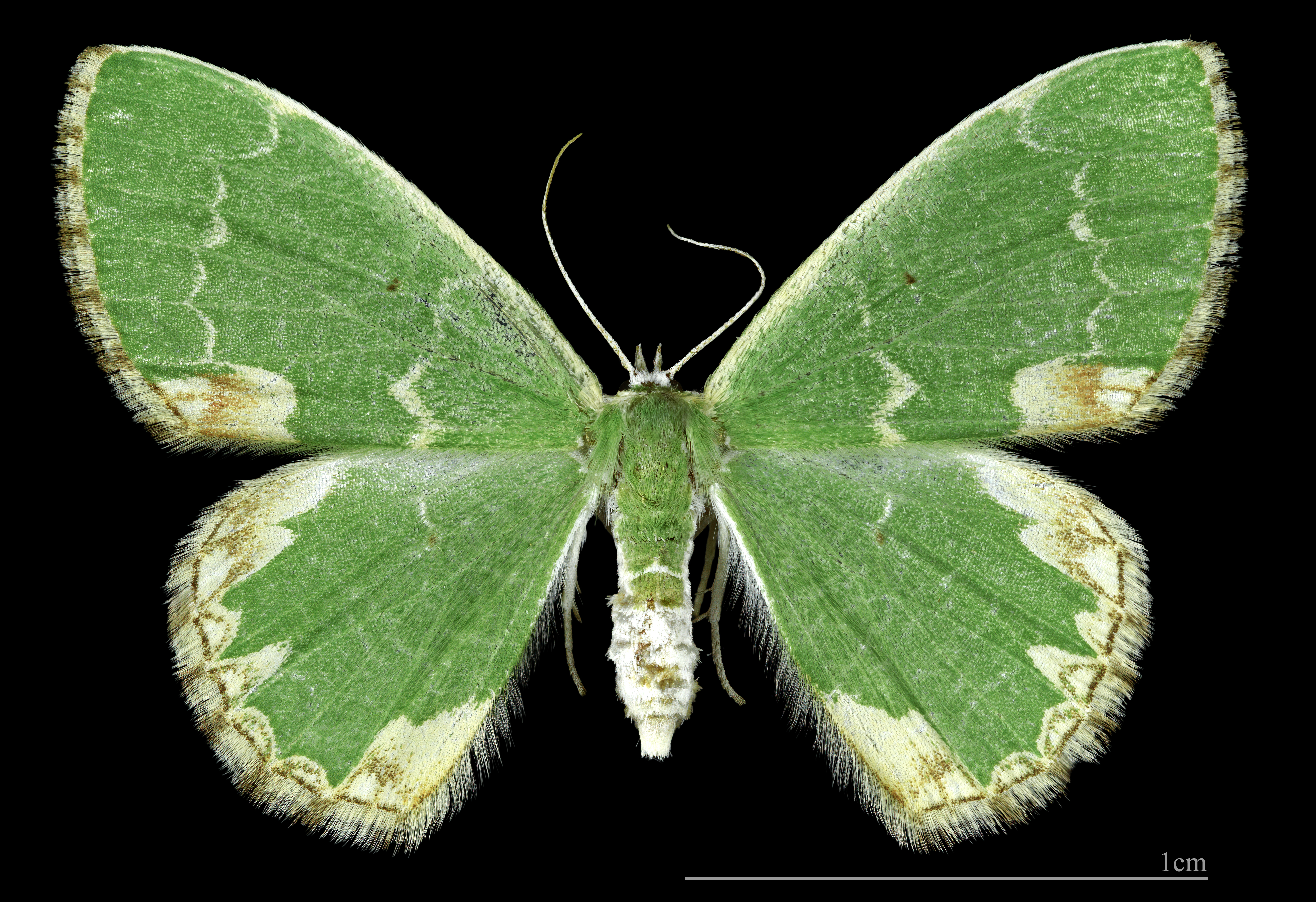
♀
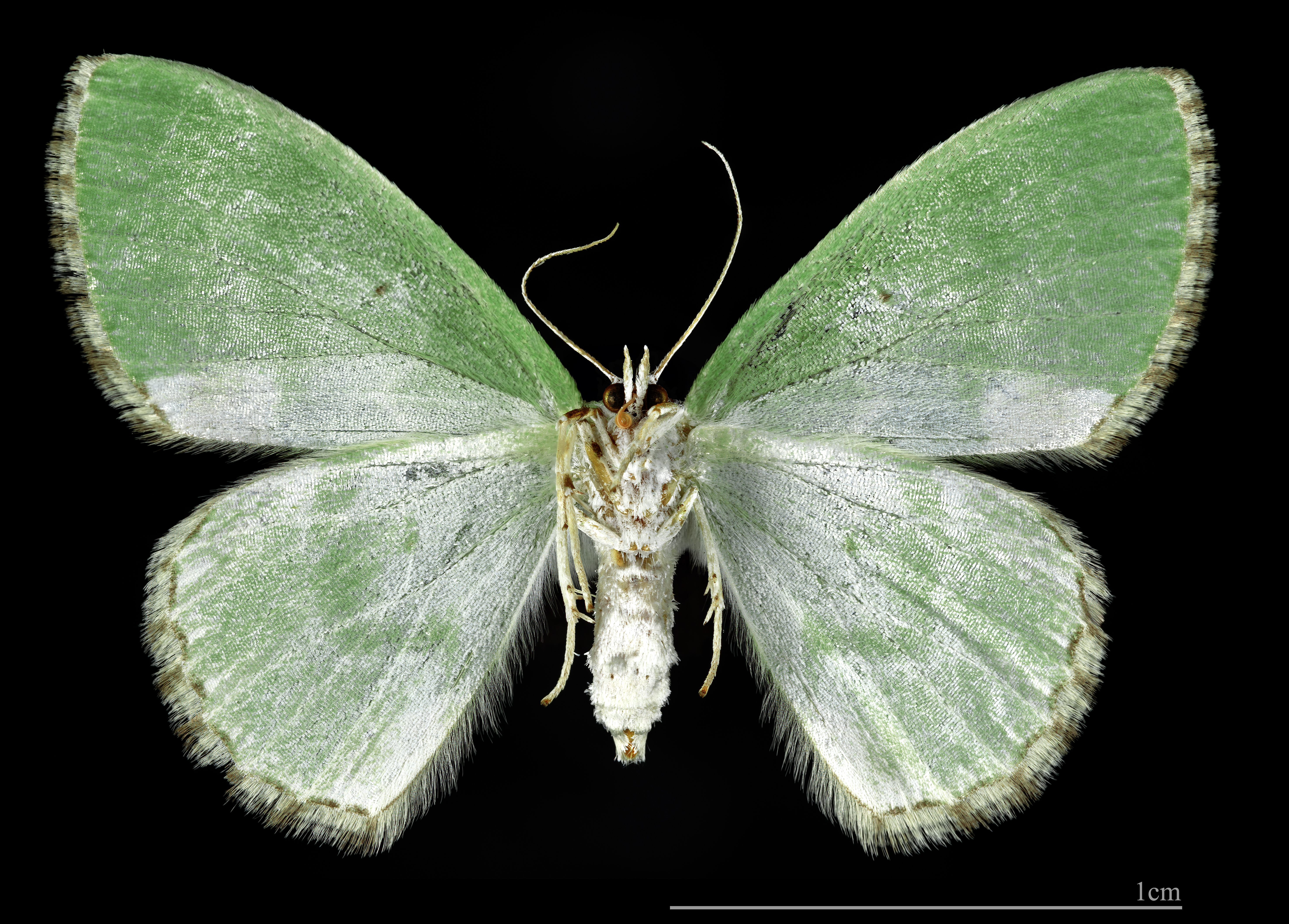
♀ △

## Waardplanten
De gevlekte zomervlinder heeft eik als waardplant. De rups is te vinden van juni tot mei en overwintert als jonge rups. Ook de rupsen, net als de imago, zijn uitstekend gecamoufleerd doordat zij stukjes blad op hun lijf plakken.

## Voorkomen
De soort komt in Europa, Klein-Azië en de Kaukasus voor.

### Nederland en België
De gevlekte zomervlinder is in Nederland een algemene soort op de zandgronden en in België een tamelijk algemene soort. De vlinder kent jaarlijks één generatie die vliegt van eind mei tot in juli.